# 塔那那利佛
安塔那那利佛（馬達加斯加語發音：[antananaˈrivʷ]，有時簡稱塔纳（Tana），是印度洋島國馬達加斯加的首都。該城市位於馬達加斯加島中心，海拔1,280（4,200英尺），屬於島國之中海拔最高的首都，自18世紀以來就是該國人口最多的城市。在歷史上則曾是梅里納人的首都，而梅里納人現在也是該市最多的人種，人口達210萬（2013年）。該國所有18種馬拉加什民族有都在此居住，此外較多的外國人包含中國、印度和法國人。塔那那利佛是馬達加斯加的政治、經濟、教育和文化中心。總統府、參議院和最高法院均位於此地。

## 词源
塔那那利佛最初是一个叫做阿那拉芒加的城镇，该词在中部高原的方言马达加斯语中意为“蓝森林”。阿那拉芒加由最早居住在岛上的瓦赞巴人建立。从从东南沿海地区迁移至此的梅里納国王安德里安贾卡（约1612-1630）把这里定位了首都。根据口述历史资料，他部署了一座有1000名士兵防守的要塞，成功地占领并守住了该地。阿那拉芒加山和城市保留了阿那拉芒加一名，直到安德里亚马西纳瓦洛纳国王（1675-1710）占领此地后才被他改为现名塔那那利佛（Antananarivo）。现在所用的塔那那利佛意为千人勇士之城（City of the Thousand），目的在于纪念安德里安贾卡的士兵。

## 位置
塔那那利佛位于马达加斯加岛中东部，距东岸约145千米，所在地是一窄长的岩石山脊，地势崎岖。该山脊长约4千米，最高点与以西高原的垂直距离约为200米，塔那那利佛城所在地的平均海拔高度则为1275米。该城是马达加斯加的最大城市，也是行政、通讯和经济中心，坐标为南纬18度55分，东经47度31分（-18.916667, 47.516667），距马岛主要海港图阿马西纳约215千米，两地有铁路连接。

## 历史

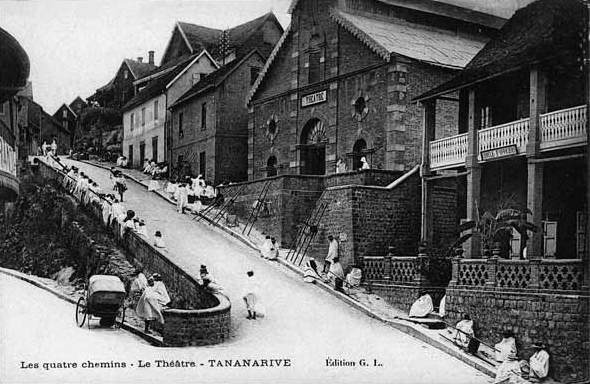
1905年塔那那利佛的一家剧院

塔那那利佛约在1610年或1625年由安德里安贾卡王建立，城名（在马达加斯加语意为“千人勇士之城”）取自安德里安贾卡调配守卫该城的士兵人数。此后一段长时间该城是霍瓦人酋长的主要村庄，当他们占领马达加斯加的更多土地，该城的地位变得尤为重要，并发展成一座拥有80,000人口的城镇。1793年，该城成为伊麦利那王国的首都。马达加斯加王国第一位国王拉达马一世征服马岛大部分地区，塔那那利佛随之成为全国的行政中心。直至1869年城内大部分建筑物都仅以木材或灯心草建成，但山脊中部阿杜拉鲁山山顶却有一座高达40米的王宫，据说运输宫内檀香木柱途中就有2000名民工因劳累而死。
自从引入石与砖作为建筑材料后，整座城市完全重建，新建有一些气派的建筑，例如王家的宫殿、贵族的房屋、法国人的住所、圣公宗和罗马天主教座堂、石制教堂以及其他以砖建成的学校、医院、法院、政府大楼等。

### 伊默里纳王国

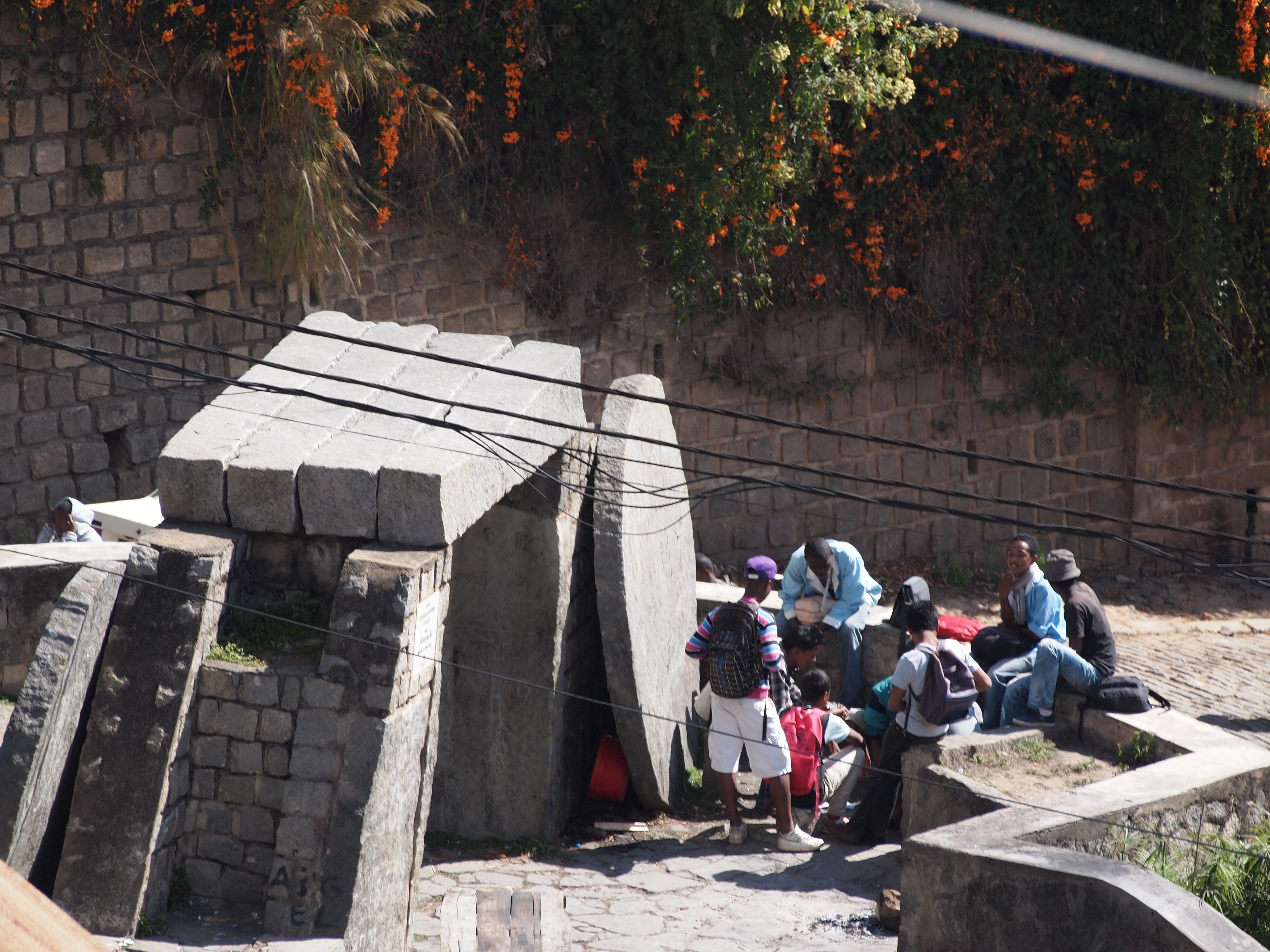
老马达加斯加建筑

不同于非洲南部的大部分国家首都，塔那那利佛在殖民时代以前便是一个重要的城市。在赶跑了居住在塔那那利佛山的城镇的瓦赞巴人后，塔那那利佛人将此处定为皇城的所在地。随着时间的推移，它们包围了梅里纳皇室的坟墓和塔那那利佛皇城。城市于1610年或1625年前后建立。早期的梅里纳国王利用徭役（法定劳务）在城市周围建造了一座由灌溉水田和堤坝组成的大型农业系统，为数量不断增长的居民提供了足够的米饭。Betsimitatatra是规模最大的水田。

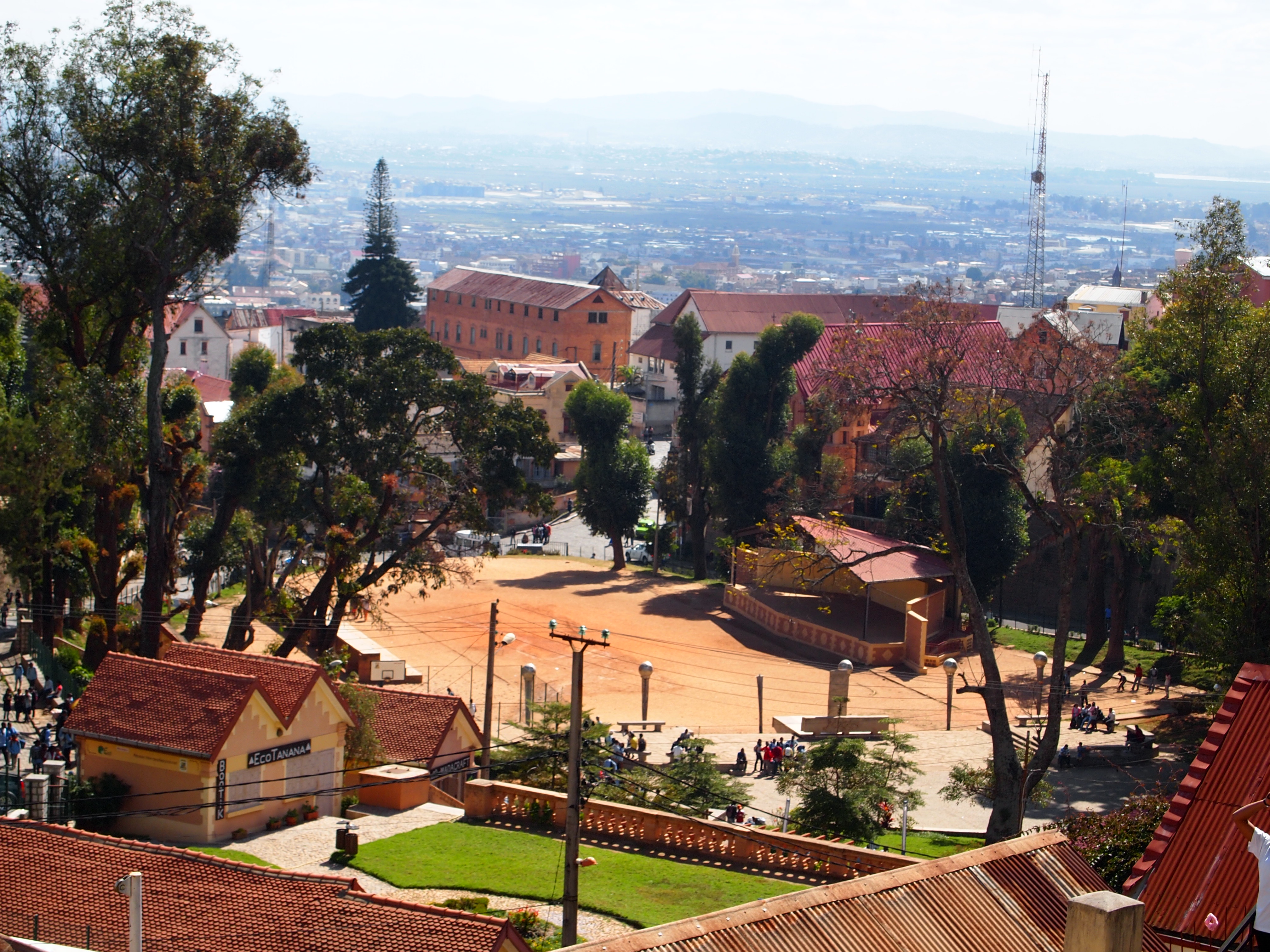
君主曾在这座历史悠久的广场上向公众发表过讲话。

梅里纳通过国王安德里亚马西纳瓦洛纳统治了伊默里纳王国，将“塔那那利佛”定为了城市的名称并沿用至今。他在镇门外设立了Andohalo（Andohalo）镇广场，有关人员在此向公众发表了皇室演讲和公告，并根据附近塔那那利节（Antananarivokely）的相似地名，给城市里的许多地方命名。安德里亚马西纳瓦洛纳将人划分为霍瓦（平民）和andriana（贵族），并规定他们要在塔那那利佛和周边的农村的指定区域内生活。这种划分制度执行的很严格；人们必须在其指定区域内居住，无权在非指定地区长时间逗留。国王还添加了许多fady（禁忌），例如平民不得建造木屋、猪不得进入城市内。
1710年，安德里亚马西纳瓦洛纳去世，伊默里纳王国随后爆发内乱并分裂为四个交战区，塔那那利佛是南区的首都。在接下来的77年内战中，东区的首都安布希曼加比较突出。安布希曼加的最后一个国王安德里亚南普伊奈梅里纳（Andrianampoinimerina）于1793年成功攻占了塔那那利佛。他结束了国家内战，于1794年将王国的政治资本移回了塔那那利佛并将安布希曼加定为王国的精神首都。安德里亚南普伊奈梅里纳在塔那那利佛Analakely创立了一座大型市场——该市的经济中心。

### 马达加斯加王国

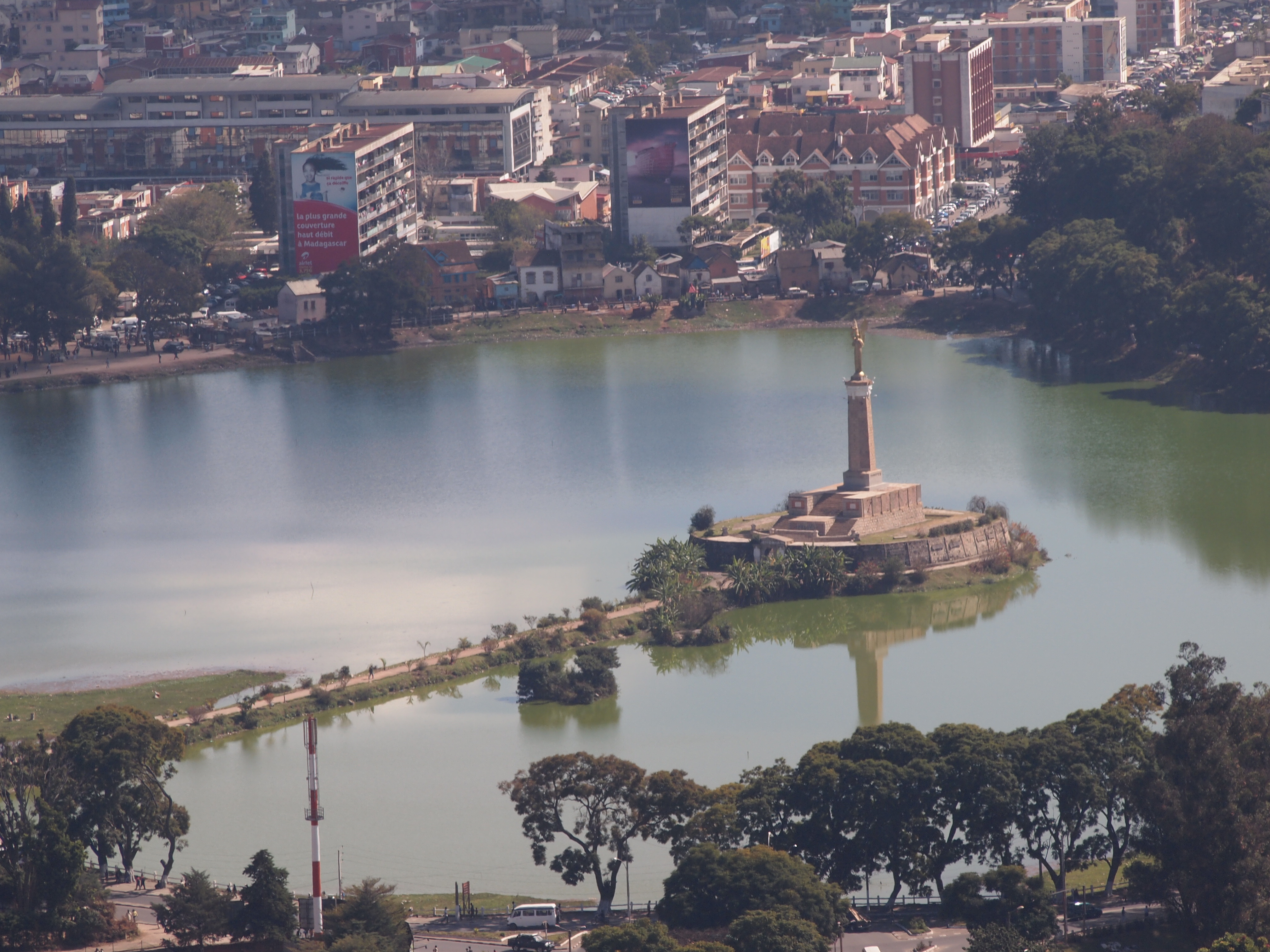
阿诺西湖于19世纪落成，它为岛上的工业提供了水力资源。

1810年，安德里亚南普伊奈梅里纳去世，他的儿子拉达马一世登上了王位。此时的塔那那利佛已是岛上规模最大、经济最重要的城市，总人口在8万以上。拉达马一世将城市开放给了第一批欧洲定居者，倫敦傳道會（LMS）的工匠传教士于1820年抵达了这里并开设了该市第一所公立学校。詹姆斯·卡梅隆将制砖工艺引入了马达加斯加，建立了阿诺西湖，为工业制造提供了水力资源。拉达马在湖泊附近的阿那拉芒加Mahamasina平原之基础上，建立了军事训练基地。他通过与其他马尔加什人之间的战争取得了马达加斯加近三分之二的地区。尽管拉达马和他的继承人从来没有把权力强加倒马达加斯加南部的较大部分上，英国外交官与拉达马签下的贸易条约仍然承认了拉达马“马达加斯加统治者”的地位。此后，梅里纳政权将塔那那利佛定为了整个岛屿的首都。

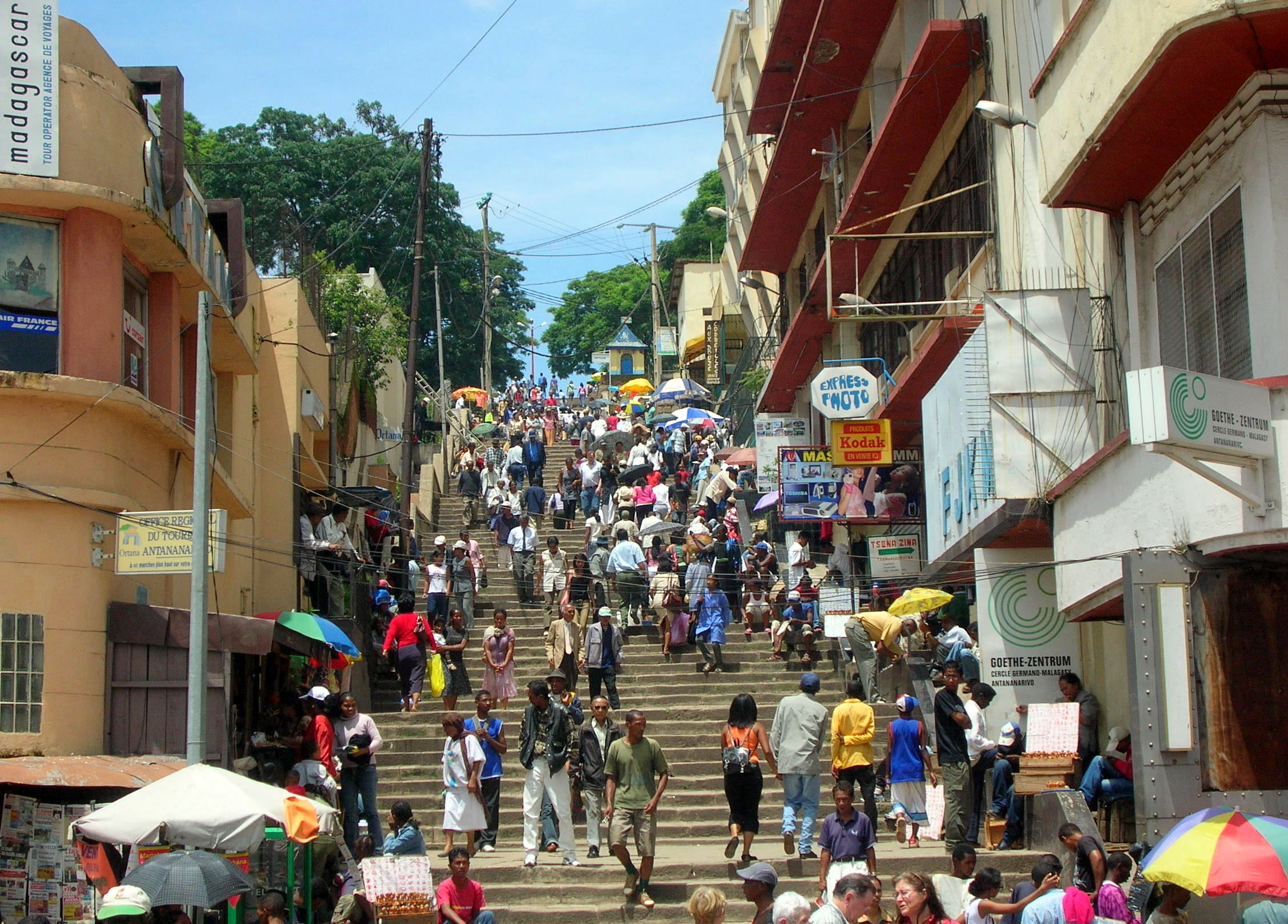
腊纳瓦洛娜一世于1832年在安塔那那那那纳（如图）和安蓬德罗纳建造了2条楼梯通道。

拉达马的继任者腊纳瓦洛娜一世邀请一位的遭遇海难的工匠Jean Laborde建造了国家总理雷尼罗的墓和皇城最大的宫殿Manjakamiadana。Laborde还在高地农村芒塔索阿和塔那那利佛附近的工厂生产了各种工业产品。腊纳瓦洛娜监督了城市基础设施的改善，包括在安塔那那那那纳（Antaninarenina，如右图所示）和安蓬德罗纳（Ambondrona）建造的两座城市最大的楼梯通道，它将la ville moyenne（中间城镇）和Analakely的中央市场连接了起来。1867年，在首都的一系列火灾之后，女王腊纳瓦洛娜二世颁布了一项皇家法令——除了坟墓以外，允许建造石砖建筑。倫敦傳道會传教士的第一座砖屋建于1869年，它融合了英国、克里奥尔和马达加斯加的设计，成为了新式房屋的典范并迅速蔓延到整个城市和高原地区。它被人们称为trano gasy（马达加斯加房屋），一般高两层，由砖建成，前面有四根柱子支撑着木制阳台。这种房屋在19世纪30年代后期迅速取代了当地贵族的大部分传统木房。由于马达加斯加的基督教教徒越来越多，在腊纳瓦洛娜一世的统治下，许多石教堂在高原立起，早期教徒殉难的关键地点也建起了四座纪念性的大教堂。

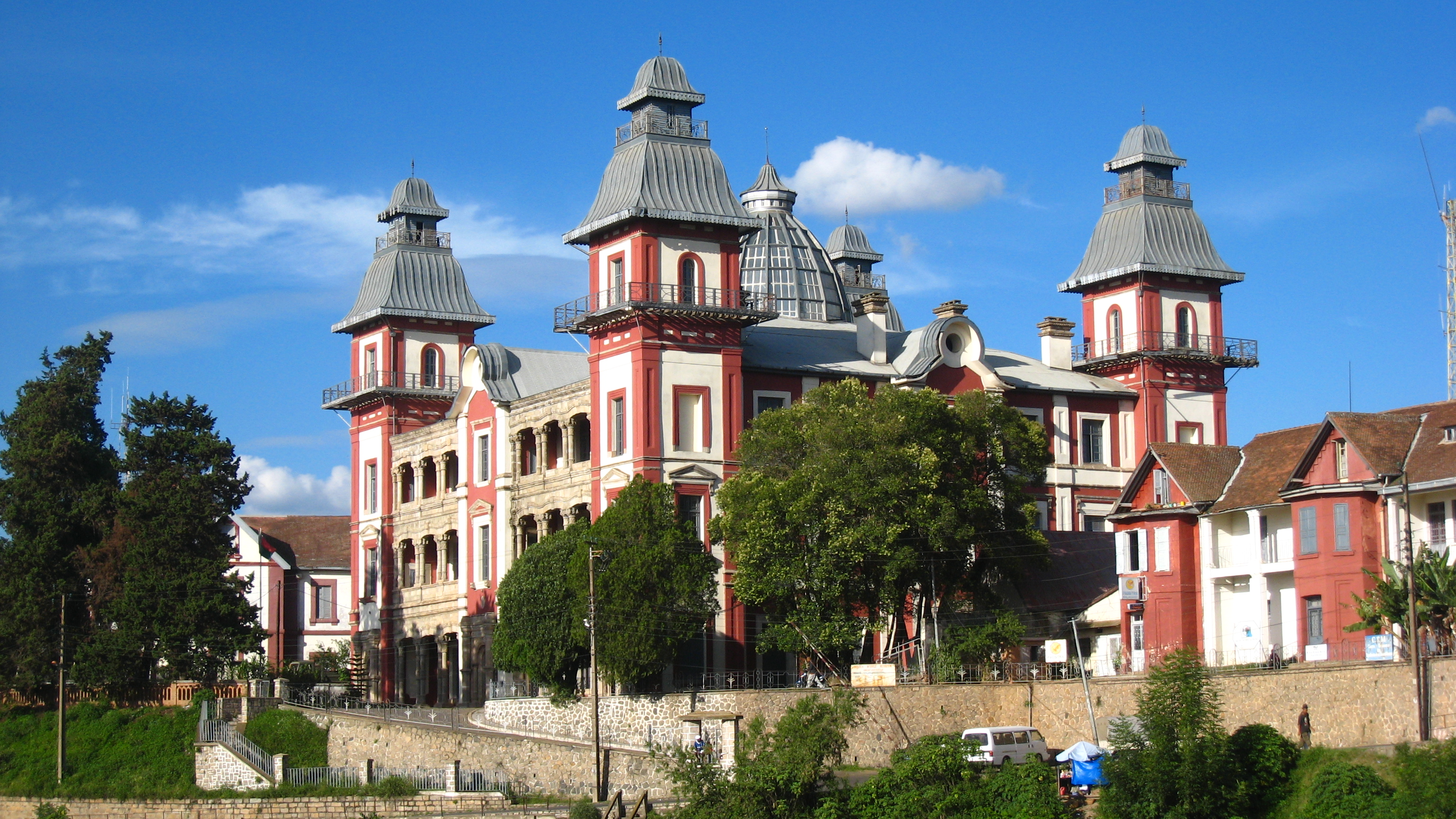
Andafiavaratra Palace是赖尼莱亚里沃尼（1864-1894）的住所。

直到19世纪中叶，该城市的大部分地区仍然集中在塔那那利佛最高峰的罗瓦（今上城，马达加斯语la haute ville或la haute）。随着人口的增长，城市向西扩张。到了十九世纪末期，它延伸到Andohalo附近的北部山顶。这里的声望原先并不高，但后来它成为了英国传教士的首选住宅区和城市纪念教堂的所在地之一（1863年至1872年期间建成）。赖尼莱亚里沃尼在1864年至1894年期间担任国家首相，曾在腊索里纳、腊纳瓦洛娜二世和腊纳瓦洛娜三世三个皇后下担任过此职。他实施了进一步改造城市的政策。他在Radama一世的统治下恢复了强制性的教育普及措施，这涉及到了许多学校的建设，包括了由传教士和全国的第一所药房（1862年）、医学院和现代医院（1865年）组成的教师培训学院。赖尼莱亚里沃尼于1973在皇宫附近建造了Andafiavaratra宫用于居住和办公。

### 法属马达加斯加

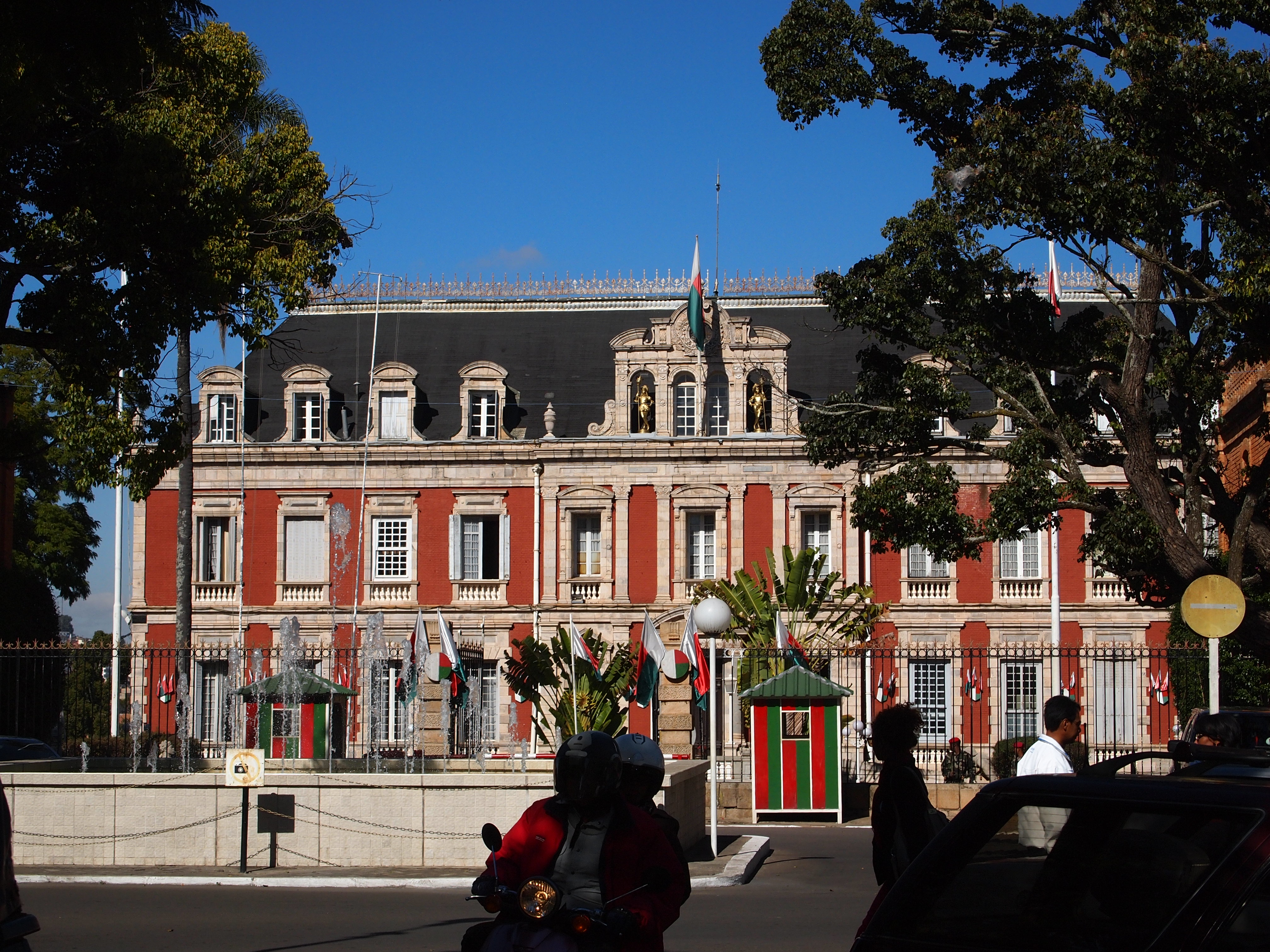
现在的总统府Ambohitsorohitra Palace曾被法国殖民者居住过。

1894年9月，法国的军队向塔那那利佛发起侵略，在大炮炮弹穿过罗瓦的建筑物后，女王投降。这一战争造成了严重的伤亡，损失至今仍未被偿还。Andohalo广场被改为凉亭、走道和栽培绿化。法国政府随后将马达加斯加岛定为殖民地、塔那那利佛定为首都，并将首都的名称改为Tananarive。他们将安塔那那妮娜（Antaninarenina）定为法国总督府的驻地；马达加斯加独立后，它的名字被改为Ambohitsorohitra宫，并成为了独立国家的总统府。法国殖民者在两座全城最大的山中成功开凿了隧道。它将不同的地区连接了起来，并促进了城镇的扩张。他们在街道撒下了鹅卵石并在此后完成了石路的铺设，引入了下水道系统和电力基础设施。居民获取水资源的方式也由从山脚下的泉源变为了伊庫帕河。
这个时期，上城出现了重大扩张。现代城市规划应用于下城（la ville basse），它从城市中部的山丘基地扩展到周边的稻田。主要的林荫大道，如Avenue de l'Indépendance大道，建设了商业区（如大街两旁的市场公园）、大型公园、城市广场等富有地标特色的建筑。1897年新建立的铁路系统将图阿马西纳和菲亞納蘭楚阿连接了起来。除了这些计划的空间，马达加斯加工人阶级的社区人口稠密度扩大，且没有国家监督或控制。

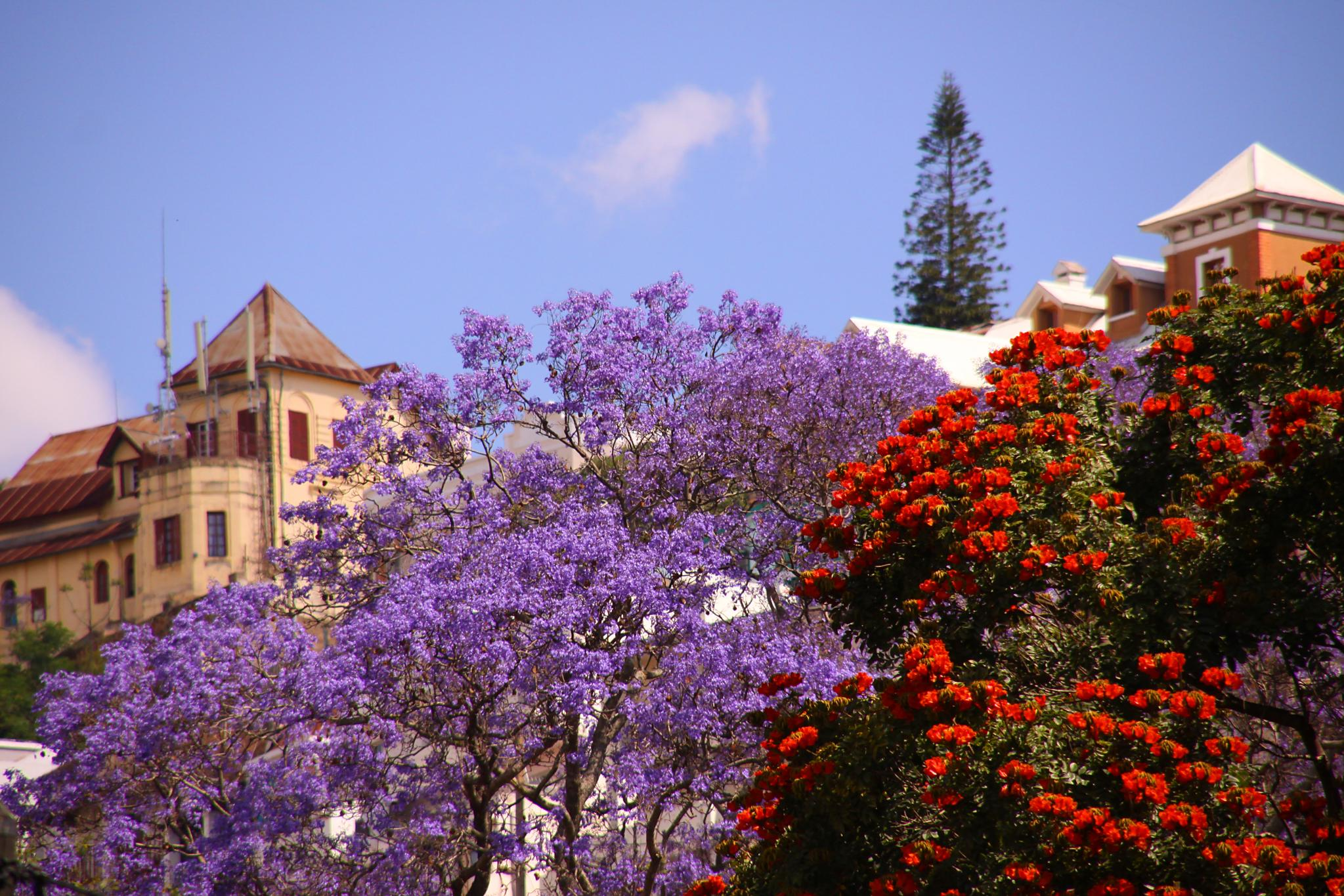
在法国殖民时期种植的蓝花楹于10月在阿诺西湖附近绽放。

二战后，塔那那利佛迅速扩张。到了1950年，城市的总人口增长到了175,000人。将塔那那利佛连接到周边城镇的道路得到了扩建和修缮。第一个国际机场在阿里武尼馬穆建成，在城市45 km（28 mi）外。1967年，塔那那利佛/伊瓦图国际机场取代了旧机场，距市中心15 km（9 mi）。塔那那利佛大学在安卡特附近建成，民族学与古生物学博物馆也得以落成。1956年撰写的城市规划方案为富人建立了郊区，区内建有大型房屋和花园。1959年，上城的数次严重洪水促使人们沿Betsimitatatra稻田的边缘建设了大型堤防，并在Anosy附近的新排水地上建立了新的部级建筑。

### 独立后

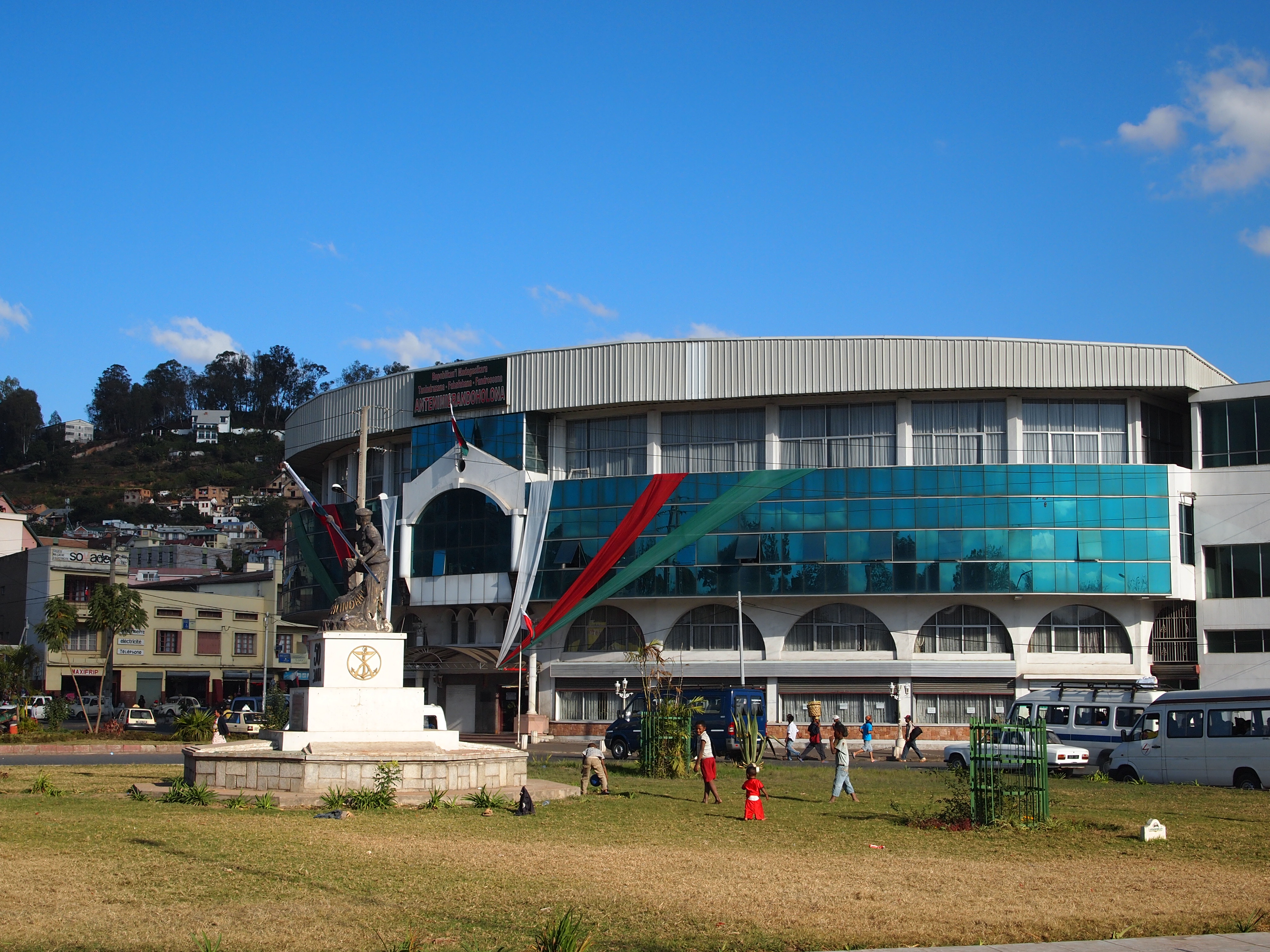
参议院大楼

1960年独立后，当地的经济增长速度进一步提高。2013年，塔那那利佛的人口达到了210万左右。不受控制的城市扩张对当地的基础设施构成了挑战，城市开始面临纯净水和电力的短缺问题，交通拥堵严重，医疗保健和公共卫生也遇到了威胁。城区和郊区共有五千多座教堂，这包括了一座聖公宗大教堂和罗马天主教大教堂。塔那那利佛是马达加斯加天主教安塔那那利佛總教區的主教座。这个城市已经多次成为大规模示威和暴力政治冲突的发生地，例如导致菲利贝尔·齐拉纳纳总统倒台的1972年暴动和导致安德里·拉乔利纳取代马克·拉瓦卢马纳纳成为新一任国家元首的2009年馬達加斯加政治危機。

## 地理

### 氣候
根據柯本氣候分類法，安塔那那利佛屬夏雨型暖濕氣候，氣候溫和，主要雨季為11月至翌年3月。
| 安塔那那利佛 (1991–2020) | 安塔那那利佛 (1991–2020) | 安塔那那利佛 (1991–2020) | 安塔那那利佛 (1991–2020) | 安塔那那利佛 (1991–2020) | 安塔那那利佛 (1991–2020) | 安塔那那利佛 (1991–2020) | 安塔那那利佛 (1991–2020) | 安塔那那利佛 (1991–2020) | 安塔那那利佛 (1991–2020) | 安塔那那利佛 (1991–2020) | 安塔那那利佛 (1991–2020) | 安塔那那利佛 (1991–2020) | 安塔那那利佛 (1991–2020) |
| 月份                     | 1月                      | 2月                      | 3月                      | 4月                      | 5月                      | 6月                      | 7月                      | 8月                      | 9月                      | 10月                     | 11月                     | 12月                     | 全年                     |
| ------------------------ | ------------------------ | ------------------------ | ------------------------ | ------------------------ | ------------------------ | ------------------------ | ------------------------ | ------------------------ | ------------------------ | ------------------------ | ------------------------ | ------------------------ | ------------------------ |
| 历史最高温 °C（°F）      | 33.0 (91.4)              | 32.0 (89.6)              | 33.0 (91.4)              | 31.8 (89.2)              | 30.2 (86.4)              | 32.6 (90.7)              | 27.0 (80.6)              | 29.4 (84.9)              | 32.3 (90.1)              | 33.1 (91.6)              | 34.9 (94.8)              | 32.2 (90.0)              | 34.9 (94.8)              |
| 平均高温 °C（°F）        | 26.4 (79.5)              | 26.3 (79.3)              | 26.2 (79.2)              | 25.5 (77.9)              | 23.5 (74.3)              | 21.3 (70.3)              | 20.4 (68.7)              | 21.6 (70.9)              | 23.9 (75.0)              | 26.0 (78.8)              | 27.1 (80.8)              | 27.1 (80.8)              | 24.6 (76.3)              |
| 日均气温 °C（°F）        | 21.9 (71.4)              | 21.9 (71.4)              | 21.7 (71.1)              | 20.7 (69.3)              | 18.8 (65.8)              | 16.5 (61.7)              | 15.6 (60.1)              | 16.3 (61.3)              | 18.0 (64.4)              | 20.2 (68.4)              | 21.5 (70.7)              | 22.1 (71.8)              | 19.6 (67.3)              |
| 平均低温 °C（°F）        | 17.4 (63.3)              | 17.5 (63.5)              | 17.2 (63.0)              | 15.9 (60.6)              | 14.0 (57.2)              | 11.6 (52.9)              | 10.7 (51.3)              | 10.9 (51.6)              | 12.2 (54.0)              | 14.3 (57.7)              | 15.9 (60.6)              | 17.1 (62.8)              | 14.6 (58.3)              |
| 历史最低温 °C（°F）      | 10.9 (51.6)              | 11.0 (51.8)              | 10.0 (50.0)              | 9.0 (48.2)               | 4.0 (39.2)               | 2.0 (35.6)               | 2.0 (35.6)               | 4.4 (39.9)               | 2.3 (36.1)               | 6.0 (42.8)               | 9.3 (48.7)               | 10.5 (50.9)              | 2.0 (35.6)               |
| 平均降水量 mm（）        | 312.3 (12.30)            | 236.6 (9.31)             | 156.2 (6.15)             | 44.6 (1.76)              | 14.7 (0.58)              | 5.5 (0.22)               | 6.2 (0.24)               | 5.4 (0.21)               | 7.5 (0.30)               | 39.3 (1.55)              | 117.1 (4.61)             | 226.0 (8.90)             | 1,171.4 (46.12)          |
| 平均降水天数（≥ 1.0 mm） | 16.8                     | 14.3                     | 11.0                     | 4.4                      | 2.0                      | 1.4                      | 0.9                      | 1.1                      | 1.0                      | 4.3                      | 9.0                      | 13.6                     | 79.8                     |
| 平均相對濕度（％）       | 79                       | 80                       | 79                       | 77                       | 77                       | 77                       | 76                       | 74                       | 70                       | 69                       | 71                       | 77                       | 76                       |
| 月均日照時數             | 210.5                    | 178.0                    | 199.1                    | 220.5                    | 228.8                    | 206.1                    | 213.9                    | 235.0                    | 249.5                    | 251.0                    | 232.7                    | 201.1                    | 2,626.2                  |
| 来源1：NOAA              |                          |                          |                          |                          |                          |                          |                          |                          |                          |                          |                          |                          |                          |
| 来源2：Pogoda            |                          |                          |                          |                          |                          |                          |                          |                          |                          |                          |                          |                          |                          |

## 社会

### 教育

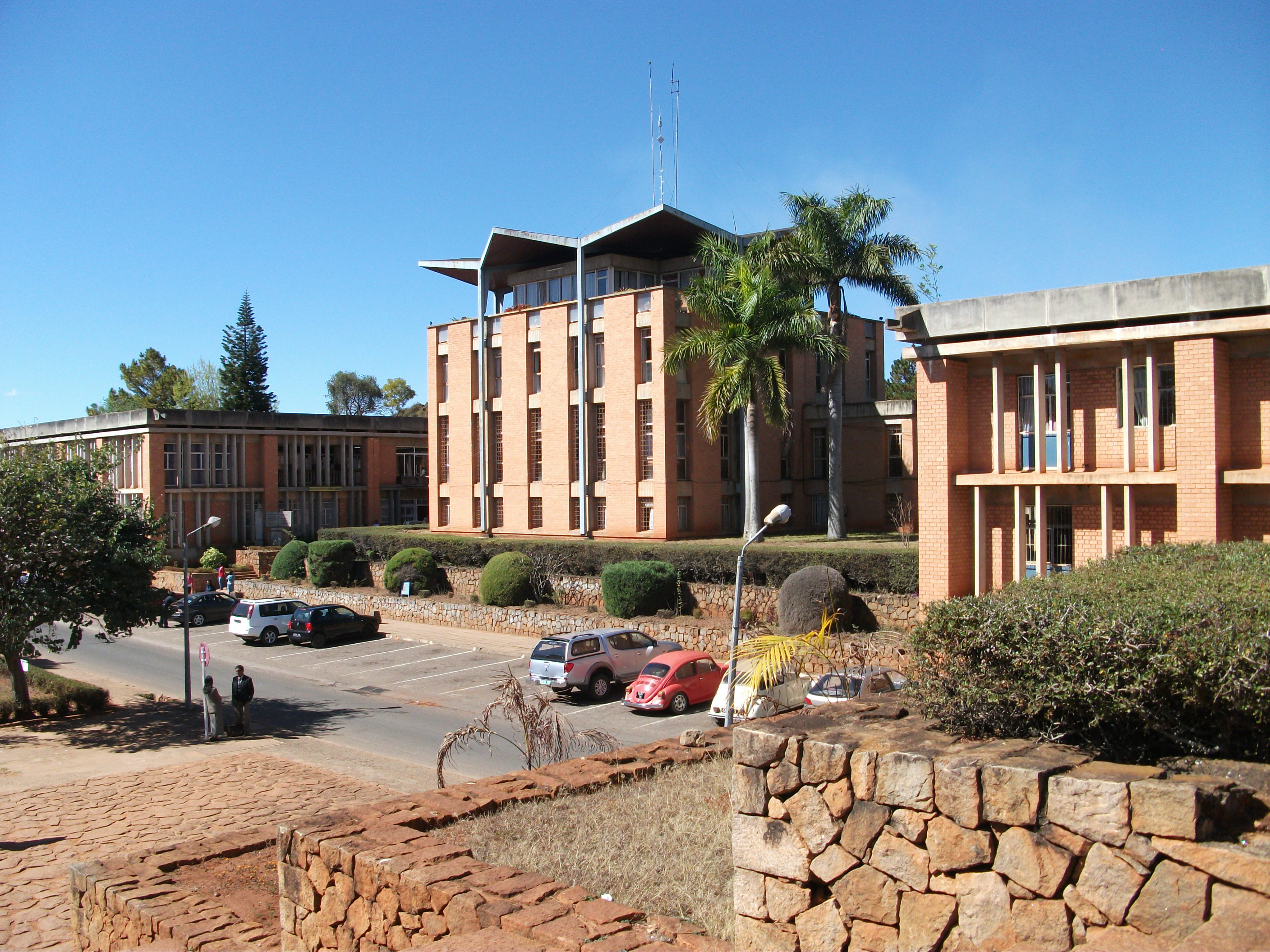
塔那那利佛大學於1958年成立。

馬達加斯加的大部分公立大學和私立學府都位於塔那那利佛。這包括了該國最古老的高等教育機構——在梅里納時期落成的醫學院和在法國殖民時成立的塔那那利佛大學。該市擁有許多的私立學前教育機構、中小學以及全國公立學校網絡。城中設有塔那那利佛法國學校、塔那那利佛美國學校以及俄羅斯大使館學校。
塔那那利佛藝術學校（法語：K'art Antanimena）是全國最負盛名的舞蹈學校，位於塔那那利佛。城中還設有馬達加斯加天主教大學舞蹈俱樂部、凱拉藝術空間舞俱樂部（法語：Club de danse Kera arts'spac）和米爾斯俱樂部（法語：Le Club Mills）等重要的舞蹈俱樂部。

### 医疗与卫生

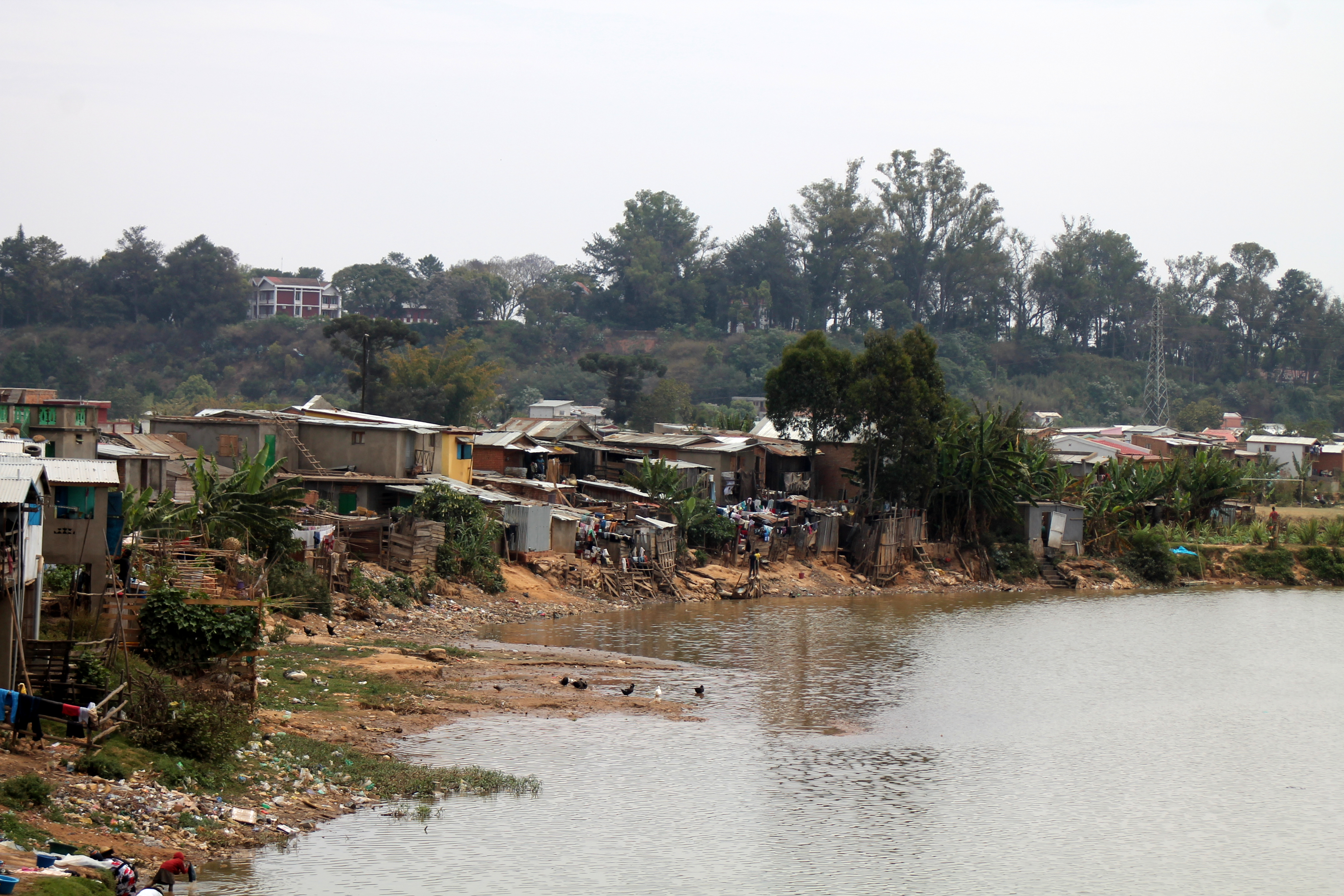
城市中的贫民窟

总的来说，尽管与较发达国家相比有所不足，塔那那利佛的医疗保健水平仍然高于全国的其他地区。马达加斯加共有两所医学院，其中一所便位于塔那那利佛，而大多数医学界的技术人员和专家都是在那里接受培训的。新生儿和产前保健比马达加斯加的其他地方要好得多。然而，尽管当地拥有设施和培训人员，高昂的医疗保健费用超出了大部分城市居民的承受范围。由于药品需要进口，它们的价位往往难以承受。传统草药仍然很受欢迎，它们在大部分当地人经常光顾的市场上随处可见。
塔那那利佛人口众多、住宅区密度高，对公共卫生、环境卫生和清洁饮用水的获取构成了挑战。工业垃圾和生活垃圾的处理不够完善。废水经常被直接排入城市的水道。来自汽车尾气、住宅燃煤炉灶和其他气体的空气污染日益严重。虽然城市布有清水泵，但并不能满足全城的需求。而且清水泵不按人口密度分布，城中最为贫困、人口最多的地区的环境因而进一步恶化。此外，塔那那利佛还是马达加斯加黑死病最为流行的两个城市之一。
马克·拉瓦卢马纳纳担任市长时，优先考虑卫生、安全和公共行政3个方面。当地的医疗卫生问题随后有所减缓，但仍未消除。他通过国际援助取得资金，设立了收集和处理垃圾的系统，修复了道路和市场等破旧的基础设施，并重建了当地的公共花园。为了改善城市的卫生环境，他在人口密集、流动性较强的地区建造了公共厕所。

### 人口

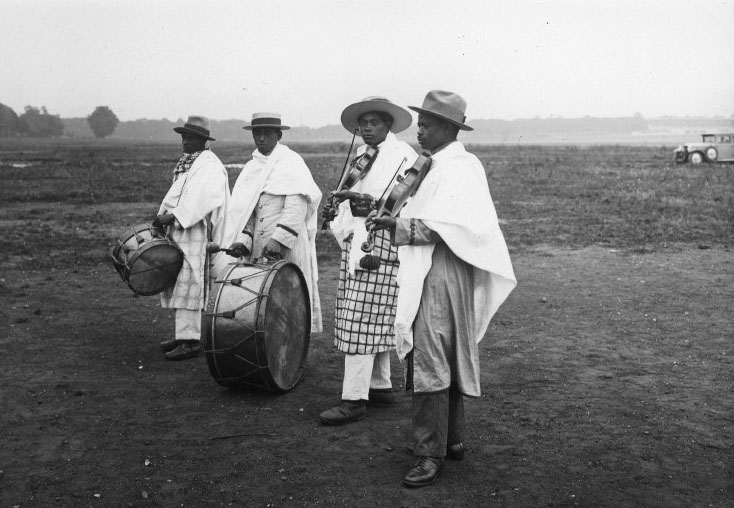
图为几名梅里纳乐手，摄于1931年。

至少自18世纪末期起，塔那那利佛一直是岛上最大的城市，人口大约在15000人左右。到了1810年人口增至8万。在Radama一世统治时，特别是腊纳瓦洛娜一世统治时，当地的人口数在1829年至1842年期间急剧下降。由于战争、强迫劳动、疾病等原因，伊默里纳的人口在此期间从75万人下降到13万人。在伊默里纳王国统治的最后几年，人口恢复到5万人至7万5千人之间；大部分人是在省级军事行动中被逮捕的奴隶。1950年，塔那那利佛的人口数约为17.5万人。到20世纪90年代末，大都市地区的人口已经达到140万，而现在城市本身的人口（2013年）约为130万；与此同时，城外郊区是人口于2013年增至210万左右。大都会地区的人口数约占是全国的10％。农村人口搬至首都人口的情况推动了这种增长；全市的人口数超过了其他五个省会城市的总和。
作为伊默里历史悠久的首都，塔那那利佛是梅里纳人的故乡。梅里纳人占全国人口的24％，是最大的马达加斯加族群。塔那那利佛在岛上是政治、文化和贸易的主要中心的历史确保了岛内外各族人士的国际混合。大部分塔那那利佛的居民与他们的祖先村（tanindrazana）有着密切的联系，即一般情况下家庭坟墓或葬地的所在地；许多老年人退休后离开了城市，返回农村地区居住。

### 治安
尽管国家安全部正在进行努力，但自2009年起，塔那那利佛的犯罪情况仍然在持续恶化。1994年至1998年期间，每10,000居民中平均有8至12名警察；这一比例大城市在通常接近于十五分之一。在马克·拉瓦洛马纳纳（1998-2001年）的授意下，人安装并修理了城市的路灯，以改善夜间安全。他增加了街头警员的数目，导致犯罪率下降。但截至2012年，该市依旧缺乏改善犯罪情况的综合战略。在近期，犯罪率的增加和CUA的办事不力推动了该市私营保安公司的发展。

## 建筑

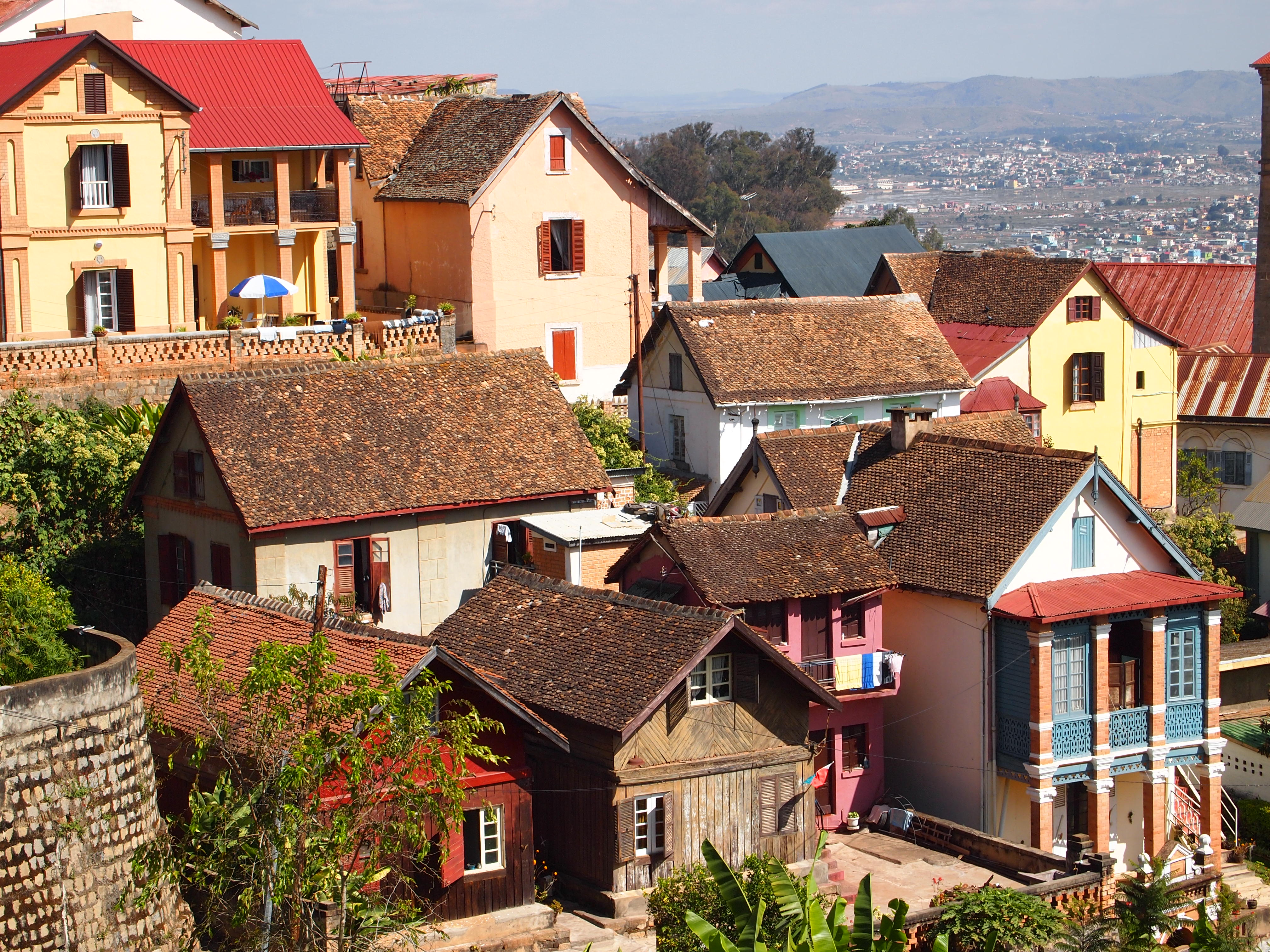
Nineteenth-century Architecture of Madagascar houses predominate in the historic haute ville.

在19世纪中叶之前，塔那那利佛乃至整个马达加斯加的所有房屋和集市都是用木材、草、芦苇和其他以植物为基础的材料建成的，它们都被视为适合人们生活的建筑。只有家族墓地是用石头建造的， 因为石头被认为是一种稳定的，适合给死人使用的材料。在19世纪20年代，来自英国的传教士教给了当地人制作砖头的方法。在这之后的几十年内，法国实业家Jean Laborde使用石头和砖头建造了工厂。 直到19世纪60年代，关于建筑材料的皇家法令被取消，人们才用石头将王宫包裹起来。许多贵族受到皇宫和英国传教士建造的两层砖瓦房的启发，模仿英国模式建造了他们自己在 “高级城市”（"haute ville"）的大房子。 The model, known as trano gasy ("Malagasy house"), rapidly spread throughout the central highlands of Madagascar, where it remains the predominant house construction style.
自1993年以来，塔那那利佛城市公社（CUA）越来越多地试图保护和修复该市的建筑文化遗产。2005年，CUA authorities partnered with the city planners of the Île-de-France to develop the Plan Vert – Plan Bleu strategy for creating a classification system for Zones de Protection du Patrimoine Architectural, Urbain et Paysager, areas of the city benefiting from legal protection and financial support for their historic and cultural heritage. The plan, which is being implemented by the Institut des Métiers de la Ville, prevents the destruction of historic buildings and other structures, and establishes construction codes that ensure new structures follow historic aesthetics. It also provides for awareness raising campaigns in favor of historic preservation and undertakes projects to restore dilapidated historic buildings and sites. Under this plan, 19th-century sites, like the Ambatondrafandrana tribunal and the second residence of Rainilaiarivony, have been renovated.

## 经济

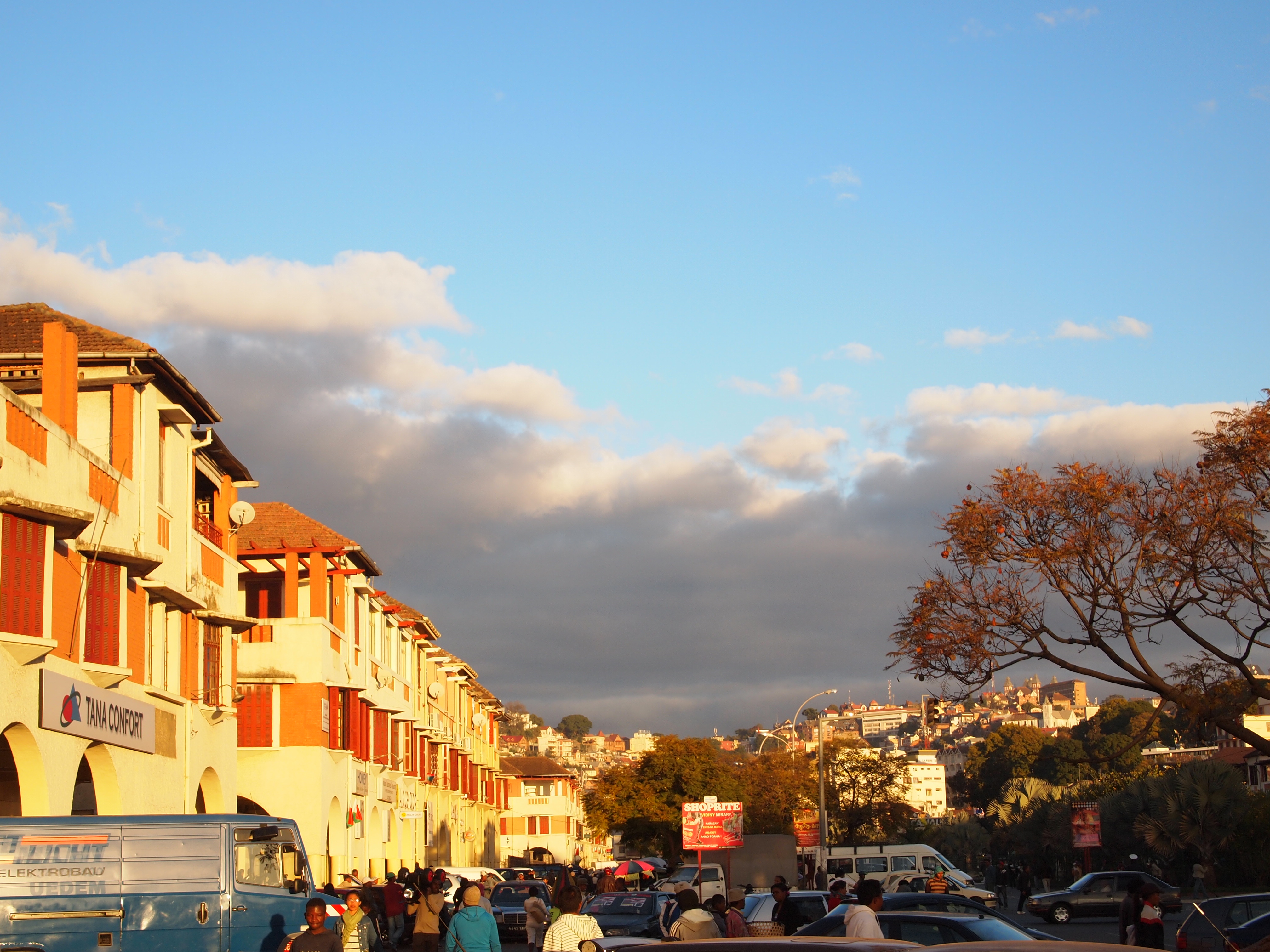
独立大街（L'Avenue de l'Indépendance）是城市的主要道路之一，在20世纪30年代由法国人建于商场附近。

塔那那利佛是马达加斯加的经济支柱。土地用于种植水稻等作物，饲养瘤牛和其他牲畜，砖和其他传统的谋生方式。在塔那那利佛，每个居民获得的土地都可以得到法律的担保与保护。CUA管理租赁或购买土地的请求，但需求量大大超过了供应量，大部分未分配的土地未能达到必要的补偿标准。大部分的边际土地被需要土地的居民非法占用和开发，在城市下部的口袋建立了棚户区贫民窟。这种不受控制的发展对这些地区的居民构成了卫生和安全方面的隐患。

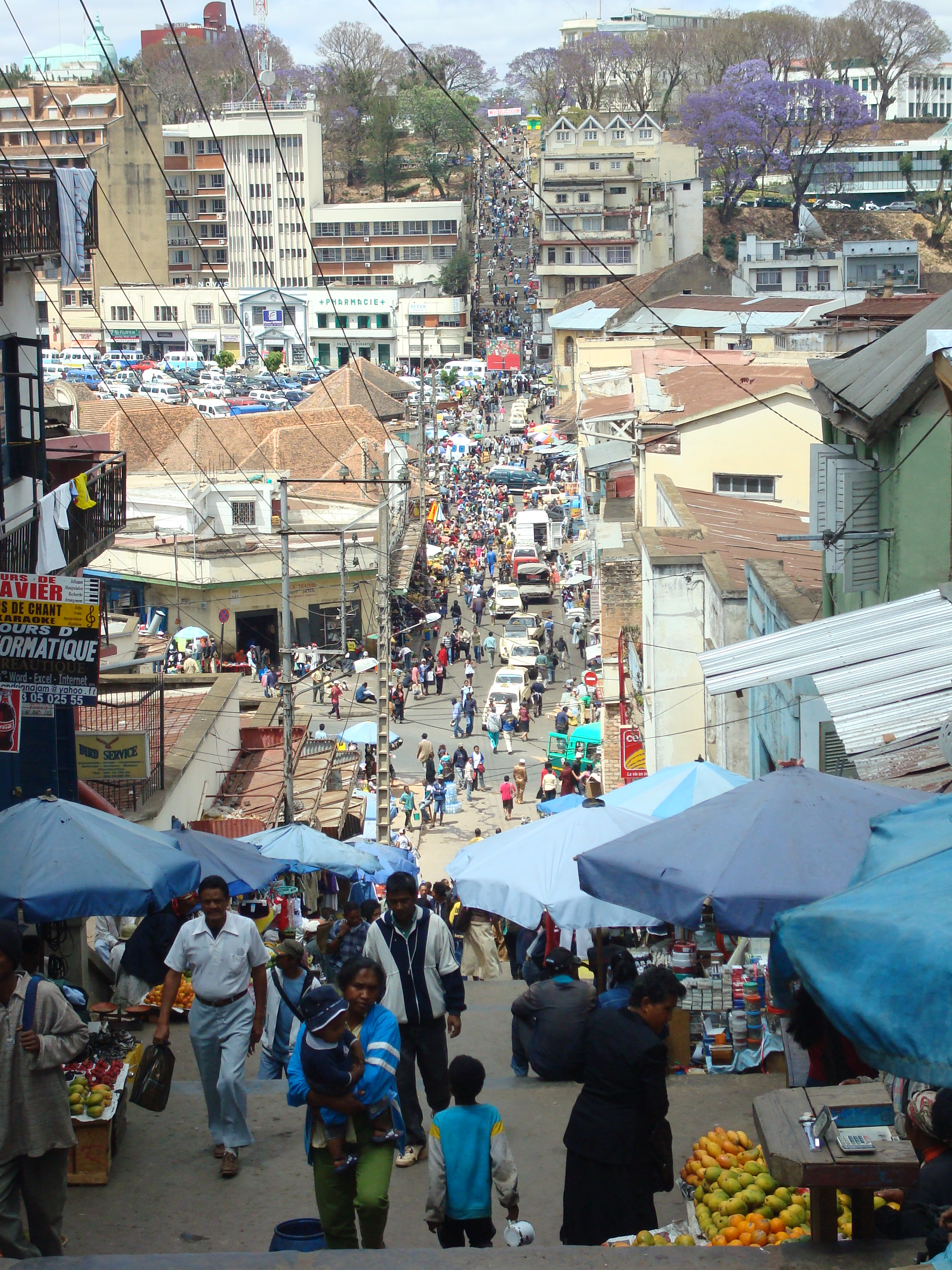
塔那那利佛一条繁忙的街道

塔那那利佛的工业GDP约为马达加斯加的13％左右。主要行业包括肥皂生产、食品加工、烟草加工、酿造、纺织和皮革制造业，为5.5％的劳动力解决了就业问题。该市广阔的基础设施和全国经济中心的地位使它为大型企业提供了优越的地理位置。企业持有者是城市增长的驱动力；2010年，全国60％的新建筑都在塔那那利佛落成，其中大部分是出于商业目的而建造的。但是，技术不足、劳动力不专业、自2009年以来开始缺乏全面的国家经济发展战略等原因，导致城市的失业率和贫困人口也在增加。正规部门就业人口的增长速度未能跟上总人口增长的速度，许多居民都通过街头小贩和劳工等非正规手段赚钱。在马克·拉瓦卢马纳纳的领导下，塔那那利佛的建设规模迅速增加；短短两年内，城市便新增了十二个新超市。
城区的居民—特别是塔那那利佛的城区居民—受到了经济衰退和经济政策转变的打击。20世纪70年代中期至80年代初期间，马达加斯加爆发了全国性的经济危机；此外，世界银行实行的结构调整方案也降低了城市居民的生活水平。国家补贴的停止、通货膨胀的迅猛发展、税收的提高、贫困程度的加深以及中产阶级的衰落在塔那那利佛尤为明显，而城中为数不多的政治权贵和经济精英所拥有的财富却变得越来越多。2007年，全城三分之二的居民有电，百分之十的家庭拥有摩托车、汽车或其他机动车辆。2007年，不到25％的家庭、小型餐馆和企业内装有自来水供应设施，大家需要从井或水泵中收集水资源，人们使用的旱廁也与大楼相分离。2007年时，60％的家庭都在使用公共厕所。大多数家庭使用木炭来进行日常烹饪，木炭和大米被一起存放在厨房里。城市家庭的平均食物预算不足一半。自20世纪70年代以来，由于成本上涨，城市居民的肉类消费量急剧下滑，城市中的穷人每天在假期才可以吃上一两次肉。

## 交通通讯
大多数城市的居民选择步行到塔那那利佛。CUA制定和实施了管理在全市八十二条线路上运营的2,400个专营私人小巴的规则。交通运输部管理的另外2,000辆小巴通过8条线路来往于邻近郊区。这些相互连接的巴士系统每天要为约70万名乘客提供服务。这些小巴往往不符合安全标准或空气质素要求，其乘客和货物也往往会过于拥挤。警察和宪兵会在高峰时段、早晚、特别活动和假期期间协调交通。私人执照和无牌照的出租车很常见。大多数车辆都是殖民時期留下的老式法國汽車，例如標緻、雷诺或雪铁龙。较新的车辆聚集在酒店和其他愿意或能够以更高的价格支付更好服务的外国人经常光顾的地方附近。
城市被一条环城路包围，并通过国道（national highways）与Mahajanga、Toliara、Antsirabe、Fianarantsoa和Toamasina相连。这些主要高速公路的分支和公路将城市连接到国家公路网。

## 友好城市
- 法國 尼斯
- 亚美尼亚 埃里温
- 中华人民共和国 苏州

### 脚注
1. ↑   (PDF).   [2020-03-31]. （原始内容 (pdf)存档于2018-05-03）.
2. 1 2  Shillington 2004，第158頁.
3. 1 2  Callet 1908，第654–656頁.
4. ↑  . GEOnet.   [2006-08-16]. （原始内容存档于2011-05-09）.
5. ↑  . 新华网.   [2008-02-16]. （原始内容存档于2011-12-30）.
6. ↑  Government of France 1898，第918–919頁.
7. ↑  Desmonts 2004，第114–115頁.
8. ↑  Buyers, Christopher. .   [2010-10-09]. （原始内容存档于2011-02-17）.
9. ↑  Callet 1908，第522頁.
10. ↑  Callet 1908，第563–565頁.
11. ↑  Acquier 1997，第63–64頁.
12. ↑  Oliver 1886，第221頁.
13. 1 2  . UNESCO World Heritage Centre. 2012  [2012-09-22]. （原始内容存档于2011-07-10）.
14. ↑  Nativel 2005，第30頁.
15. ↑  Berg, Gerald M. . The Journal of African History. 1988, 29 (2): 191–211. doi:10.1017/S002185370002363X.
16. ↑  Campbell 2012，第454頁.
17. ↑  Fournet-Guérin 2007，第34頁.
18. 1 2  Campbell, Gwyn. . Journal of African History. October 1991, 23 (3): 415–445.
19. ↑  Ade Ajayi 1998，第165頁.
20. ↑  Nativel 2005，第76–66頁.
21. ↑  Ade Ajayi 1998，第167頁.
22. 1 2  Rakotoarilala, Ninaivo. . Madagascar Tribune. 2013-01-15  [2013-06-03]. （原始内容存档于2021-02-08） （法语）.
23. ↑  Oliver 1886，第78頁.
24. ↑  Nativel 2005，第327頁.
25. ↑  Nativel 2005，第122–124頁.
26. ↑  Ade Ajayi 1998，第439頁.
27. ↑  Nativel 2005，第25頁.
28. 1 2 3 4 5  Appiah & Gates 2010，第114頁.
29. 1 2 3 4 5 6 7  Shillington 2004，第159頁.
30. ↑  McLean Thompson & Adloff 1965，第271頁.
31. 1 2
32. ↑  . Google.com. 2009-02-04  [2013-03-25]. （原始内容存档于2014-02-26）.
33. ↑  . World Meteorological Organization Climatological Standard Normals (1991–2020). National Oceanic and Atmospheric Administration.   [2023-09-17]. （原始内容存档于2023-09-17）.
34. ↑  . National Oceanic and Atmospheric Administration.   [2013-11-30].
35. ↑  . .pogodaiklimat.   [2016-05-04]. （原始内容存档于2016-11-04）.
36. ↑   (PDF). MESUPRES. 2014  [2014-08-30]. （原始内容 (PDF)存档于2014-09-03） （法语）.
37. ↑   (PDF). INSTAT. 2014  [2014-08-30]. （原始内容 (PDF)存档于2014-09-04） （法语）.
38. ↑  Sharp & Kruse 2011，第64頁.
39. ↑  Sharp & Kruse 2011，第74頁.
40. ↑  Sharp & Kruse 2011，第40頁.
41. ↑  Fournet-Guérin 2007，第107頁.
42. 1 2 3 4  UN-Habitat 2012，第8頁.
43. ↑  Sharp & Kruse 2011，第19頁.
44. ↑  Geslin, Jean-Dominique. . Jeune Afrique. 2007-01-15  [2012-06-25]. （原始内容存档于2012-06-25） （法语）.
45. ↑  Robinson, Katya. . SFGate. 2000-08-21  [2012-10-06]. （原始内容存档于2012-10-06）.
46. ↑  Fournet-Guérin 2007，第171頁.
47. 1 2  . The Economist. 2001-12-20  [2012-12-02]. （原始内容存档于2012-12-02）.
48. ↑  Andriamihaja, Nasolo Valiavo. . L'Express de Madagascar (Antananarivo). 2006-07-05  [2010-12-01]. （原始内容存档于2011-01-16） （法语）.
49. 1 2 3  . Commune Urbaine d'Antananarivo. March 2012  [2014-08-31]. （原始内容存档于2012-06-25） （法语）.
50. ↑  UN-Habitat 2012，第7頁.
51. 1 2  Fournet-Guérin 2007，第12頁.
52. ↑  Appiah & Gates 2010，第115頁.
53. 1 2  Fournet-Guérin 2007，第275頁.
54. ↑  Fournet-Guérin 2007，第317頁.
55. ↑  Fournet-Guérin 2007，第279頁.
56. ↑  Fournet-Guérin 2007，第267–268頁.
57. ↑  Fournet-Guérin 2007，第106頁.
58. ↑  Fournet-Guérin 2007，第104頁.

### 文献
- Acquier, Jean-Louis. . Berlin: Berger-Levrault. 1997. ISBN 978-2-7003-1169-3 （法语）.
- Ade Ajayi, Jacob Festus. . Paris: UNESCO. 1998  [2011-02-03]. ISBN 978-0-520-06701-1. （原始内容存档于2021-02-08） （英语）.
- Appiah, Anthony; Gates, Henry. . London: Oxford University Press. 2010  [2017-07-29]. ISBN 978-0-19-533770-9. （原始内容存档于2021-02-08） （英语）.
- Bradt, Hilary; Austin, Daniel.  10th. Guilford, Connecticut: The Globe Pequot Press Inc. 2011  [2017-07-29]. ISBN 978-1-84162-341-2. （原始内容存档于2021-02-08） （英语）.
- Callet, François. . Antananarivo: Imprimerie catholique. 1908 （法语）.
- Campbell, Gwyn. . Leiden, the Netherlands: Brill. 2012  [2017-07-29]. ISBN 978-90-04-20980-0. （原始内容存档于2021-02-08） （英语）.
- Desmonts. . New York: Editions Olizane. 2004  [2017-07-29]. ISBN 978-2-88086-387-6. （原始内容存档于2021-02-08） （法语）.
- Fournet-Guérin, Catherine. . Paris: Karthala Editions. 2007  [2017-07-29]. ISBN 978-2-84586-869-4. （原始内容存档于2021-02-08） （英语）.
- Government of France. .  4. Antananarivo, Madagascar: Imprimerie Officielle de Tananarive. 1898  [2017-07-29]. （原始内容存档于2021-02-08） （法语）.
- McLean Thompson, Virginia; Adloff, Richard. . Stanford University Press. 1965. ISBN 978-0-8047-0279-9 （英语）.
- Nativel, Didier. . Antananarivo, Madagascar: Karthala Éditions. 2005  [2017-07-29]. ISBN 978-2-84586-539-6. （原始内容存档于2021-02-08） （法语）.
- Nativel, D.; Rajaonah, F. . Paris: Karthala Editions. 2009  [2017-07-29]. ISBN 978-2-8111-0174-9. （原始内容存档于2021-02-08） （法语）.
- Oliver, Samuel.  1. New York: Macmillan and Co. 1886  [2017-07-29]. （原始内容存档于2021-02-08） （英语）.
- Shillington, Kevin. . New York: CRC Press. 2004. ISBN 978-1-57958-245-6 （英语）.
- Sharp, Maryanne; Kruse, Joana. . New York: World Bank. 2011  [2017-07-29]. ISBN 978-0-8213-8538-8. （原始内容存档于2021-02-08） （英语）.
- UN-Habitat. . Nairobi, Kenya: UNON. 2012  [2017-07-29]. ISBN 978-92-1-132472-3. （原始内容存档于2013-12-11） （法语）.
- Vivier, Jean-Loup. . Paris: Editions L'Harmattan. 2007  [2017-07-29]. ISBN 978-2-296-18554-8. （原始内容存档于2021-02-08） （法语）.
- 本条目包含来自公有领域出版物的文本: Chisholm, Hugh (编).  (第11版). London: Cambridge University Press. 1911.